# 2083 Smither
2083 Smither eller 1973 WB är en asteroid i huvudbältet som upptäcktes den 29 november 1973 av den amerikanske astronomen Eleanor F. Helin vid Palomarobservatoriet. Den är uppkallad efter Connecticuts guvernör John Cotton Smith.
Asteroiden har en diameter på ungefär 3 kilometer och den tillhör asteroidgruppen Hungaria.